# パワードスーツの登場するサイエンス・フィクション一覧
パワードスーツの登場するサイエンス・フィクション一覧（パワードスーツのとうじょうするサイエンス・フィクションいちらん）では、主にサイエンス・フィクション作品に登場するパワードスーツを中心に、類似する機能を持つ、あるいは概念的に類似するものを列挙する。それら作品に出てきた物品の性質や内容については簡単に説明するが、詳しくは各々の作品の項を参照。
なお、ここで取り上げられる「パワードスーツ」とは、機械・科学的に着装者の動きをフィードバック、再現するものに限られ、魔法・神秘的な未知の力を用いたり、操縦して動かすものは含まれない。また、用語自体が本来は一作品に登場する動力付き外骨格（英語ではPowered exoskeleton）の固有名詞であり、日本では類似するメカの代名詞となっているが、他言語版のWikipediaのページではそれ以外の色々な名称で呼ばれている。

## 機械装置としてのパワードスーツ
原義に近い意味で取り上げられている作品と、作中の名称。

### 小説
『アンドロメダ星雲』（イワン・エフレーモフ、1957年）
機械の骸骨
地球より重力の強い高重力惑星上での作業用に使用される。

『宇宙の戦士』（ロバート・A・ハインライン、1959年）
強化防護服（パワード・スーツ）
「強化服」とも。未来世界の地球連邦宇宙軍における宇宙の海兵隊とでもいうべき機動歩兵の主兵装で、疑筋肉組織（スード・マスル）による力の増幅機能と強靭な装甲、携帯火炎放射器から小型核ミサイルまで様々な火器を備え、宇宙服の能力も持ち、惑星軌道上から降下カプセルに入れられて投下され、敵勢力の拠点を急襲する。一般兵士用以外に機動力や通信機能の強化された指揮官用、索敵用のものがある。着用者の動作が圧力伝達装置によって逆フィードバックされるのが最大の特徴であることが劇中で明言されており、日本で代名詞的に用いられることの語源となった。
なお、映画化作品である『スターシップ・トゥルーパーズ』には未登場であり、「スターシップ・トゥルーパーズ・クロニクルズ」「スターシップ・トゥルーパーズ3」に登場する人型兵器「マローダー」はフォースフィードバックを用いない操縦式であり、定義から外れるものである。

『宇宙兵ブルース』（ハリイ・ハリスン、1965年）
強化服
銀河帝国軍の機動歩兵の主要装備。原子爆弾と手榴弾を装備しており、反動ロケットを用いた跳躍で移動する。『宇宙の戦士』のパロディとして弱点が描かれている。

『終りなき戦い』（ジョー・ホールドマン、1972年）
戦闘服（ファイティング・スーツ）
「対数フィードバックパワードスーツ」とも。宇宙服としての機能も有しており、両肩に大型の放熱フィンを持つ。武装は主に携行される。動作の増幅能力による危険性が描写されており、強化されているがゆえに不注意な動作や突発的アクシデントで自損する事故が起きている。
なお、本作は『宇宙の戦士』の明確なアンチテーゼである。

「コンラッド消耗部隊」(The Expendables)シリーズ（リチャード・エイヴァリー）
1. Death Worms of Kratos (1974) 『クレイトスの巨大生物』石田善彦訳（1980年）
2. Rings of Tantalus (1975) 『タンタロスの輪』宮脇孝雄訳（1980年）
3. The War Game of Zelos (1975) 『ゼロスの戦争ゲーム』石田善彦訳（1980年）
4. The Venom of Argus (1976) 『アルゴスの有毒世界』宮脇孝雄訳（1981年）

エクゾスケルトン
惑星開発用の重機として消耗部隊に配備されているが、場合に応じて戦闘用としても扱われる。

『北極シティーの反乱』（小隅黎、1977年）
1959年には原型となる「北極市の叛乱（上・下）」が同人誌『宇宙塵』11月号、12月号に発表されている。
強化服
反乱を起こしたロボットに対抗するための装備。

『航空宇宙軍史』（谷甲州、1979年）
機動歩兵
航空宇宙軍陸戦隊の重装備歩兵。強化筋を外装することによって攻撃ヘリコプター並みの機動性を発揮できるほか、対戦車ハンドミサイルなどの各種武装やセンサーを備えている。わずか10名で戦車隊を壊滅させられるほどの戦力を持つ。

『戦闘妖精・雪風』（神林長平、1979年）
BAX-4
FAFが地上戦用に開発したパワードアーマー。腕部に対人機関砲を装備している。劇中ではFAF内の再教育部隊が、クーデターを起こす際に使用した。なお、OVA版では装輪式の空挺戦車に変更されている。

『敵は海賊』シリーズ（神林長平、1981年）
パワードバトルスーツ
『敵は海賊・猫たちの饗宴』及びそのアニメ版に登場。火星情報軍が保有しているもので、固定武装としてロケット弾などを装備している。また、外部からの遠隔操作も可能。劇中では広域宇宙警察・海賊課との演習（ベースボール）の際に使用された。
エクサス
初登場は『敵は海賊・A級の敵』。海賊課一級刑事セレスタンの「相棒」であるインテリジェントスーツ。駆動システムと知性を有さない程度の人工知能を内蔵しており、ある程度の自律行動も可能である。セレスタンの趣味により、全身がベイビーピンクで塗装されている。

『アースライズ』（マイクル・P・キュービー＝マクダウエル、1985年）
ウォルドイド
宇宙空間での作業時に用いられる動力つきの宇宙服で、戦闘用途のものではない。

『クローム襲撃』（ウィリアム・ギブスン、1986年）
エクソスケルトン（エグゾスケルトン／Ex-o-skeleton 強化-外-骨格）
全身麻痺の障害を持つ少女の行動を補助することを主目的とし、しなやかな女性らしい動きをも実現した外骨格として描かれた。なお指先だけはインプラントされた電極からの電気的刺激で自前の筋肉を動作させる様式となっている。非戦闘用としては最初期の作品である。また後の作者を同じくする『モナリザ・オーヴァドライヴ』では、大女優となったヒロイン・アンジィの付き人の一人が同名の装置を使って幾つもの重い衣装ケースを軽々と持ち運んでいる描写が登場している。

『宇宙一の無責任男』（吉岡平、1989年）
装甲宇宙服（アームド・スーツ）
白兵戦用に開発された兵器で、さらに宇宙服の能力を融合させた物。主に各勢力の海兵隊によって使用されている。通常の機体は固定武装は持たず、アサルトビームライフルやヒートホークなどの携行兵装を使用する。また、飛行能力などを有したラアルゴン皇帝専用のスペシャルモデル「カイザースーツ」も登場している。
アニメ版である『無責任艦長タイラー』には、惑星連合宇宙軍が開発したコンバット・スーツ「95式MC ハマー」が登場している。武装は両腕部に格納式の小火器ハマーガンを装備。

『阿蘇要塞1995』『琵琶湖要塞1997』（荒巻義雄、1990年）
超歩兵
「日本列島防衛軍」の歩兵用装備として登場。バリエーションには水陸両用型の「海上装甲騎兵（海騎兵）」や大気圏内外両用型の「軌道降下兵」がある。
なお、『阿蘇要塞1995』では日本列島防衛軍と対戦した「スミノフ軍」も同種の兵器を装備していた。
『遙かなる星』（佐藤大輔、1995年）
硬式宇宙服
船外活動を行う宇宙飛行士をデブリなどから守る宇宙服、および戦場において自衛官を銃弾や砲弾片などから守る装甲服として、宇宙開発事業団（NASDA）と防衛庁技術研究本部が共同で開発している。ハードスーツ、ARMSなどとも呼ばれており、動力は有線電源供給。1991年時点ではトラック諸島沖に建造中の十字型浮体構造物上にあるJSP-03にて3機がテスト中。

『地球連邦の興亡』（佐藤大輔、1997年）
機動装甲服
倍力機構などを内蔵した装甲服で、地球連邦宇宙軍陸戦隊やネイラム第一氏族などによって複数の種類が運用されている。歩兵に倍力機構とプロテクターを装着させた形の軽装のものや、対装甲兵器を有するバックパックやパルス・グレーザー銃などの重装備を装備する全高2.3メートルほどの重機動装甲服などがあり、重機動装甲服には服内部に腕をある程度動かせる程度の余裕が持たされている。

『フルメタル・パニック!』シリーズ（賀東招二、1998年）
アーム・スレイブ
完全な「巨大ロボット」の範疇だが、設計思想としては発展型という設定で、腕や足などの動きを増幅トレースして操作するため、操縦者の熟練度にもよるが人間にできる動作は大抵こなせる。ただし、長時間の歩行・乱数機動・武器の発砲などのマニュアル化された動きや、指先の操作はトレースするのではなくコマンド方式を用いる。関連作品の『フルメタルパニック?ふもっふ』には、「ボン太くん」という着ぐるみに動力装置を仕込んだ装備（主人公の自作）が登場、外見は『できるかな』のゴン太くん似の姿をしている。ボン太くんを参照。

『スカーレット・ウィザード』（茅田砂胡、1999年）
機甲兵（アーマー・コア）
身長9メートル半。重量およそ10トン。主要武器として46ミリ軽機と57ミリライフルを搭載。主に都市制圧や、対テロリスト兵器として使われる。作中では主人公達を暗殺するために派遣された。

『All You Need Is Kill』（桜坂洋、2004年）
機動ジャケット
統合防疫軍歩兵の標準装備で、単に「ジャケット」とも呼ばれる。倍力機構に加えて自動的に力のセーブやバランスの維持を行う「オートバランサ」を備えている。武装は20ミリマシンガンや白兵戦用パイルバンカー、燃料気化グレネードなど。

『とある魔術の禁書目録』他（鎌池和馬、2004年）
駆動鎧
「警備員」（アンチスキル）が装備する強化外装。人の身体にある程度ぴったりと合うように作られており、形、大きさはさまざまである。公にその存在を知られているものは強能力者（レベル3）を軽くあしらう。知られていないもの（主に軍事目的のもの）は桁違いの強さと速さを持ち、さまざまなものに特化している。原動力は電気で、切れるとまったく動かなくなる（が、装甲が硬いので殴り合いには有利）。通常は人の筋肉の動きや生体電気の信号などを読み取ってその力を倍増させてサポートするものだが、特定のものでは知識を一時的に上書きしたり、装甲ごと千切られた腕を無理矢理くっつけるものがある。また、超能力者（レベル5）の能力を科学的に再現したものもある。

『ニンジャスレイヤー』（ブラッドレー・ボンド、フィリップ・N・モーゼズ、2004年）
モーターツヨシ
オムラ・インダストリ製の超大型タイプ。制御は装着者の神経と直結、重量を装着者自身が支えることになるため、装備できるのはオムラに所属するサイボーグのネブカドネザルのみ。
ジェットパックによる機動力、電磁バリアよる防御力、各レンジに対応した多数の武装による攻撃力で主人公らを圧倒した。またロケットによる飛行システム「モーター・アブナイ・アットー・アグリゲイトシステム（MAAA）」を追加することにより、単独での長距離侵攻も可能。

『IS 〈インフィニット・ストラトス〉』（弓弦イズル、2009年）
インフィニット・ストラトス
元々は宇宙開発用として作られていたマルチフォーム・スーツだが、兵器としての有用性が明らかになったことから軍事転用され、空戦用としての開発が進められている。両肩・腰部・胸部・腹部・両腕・両脚に装甲が追加され、ヘルメット部も異なる。バックパックの翼状のユニットにはバーニアが収納されているため飛行形態が可能。また、バリアなどの防御装備が充実しているため、装着者が危険に晒されることはほぼ無い。高度な人工知能を搭載し、装着者の操縦の癖などに合わせて自己進化する能力を備える。理由は不明だが（主人公を除く）女性にしか動かせない。

『機龍警察』(月村了衛、2010年)
機甲兵装
大量破壊兵器の衰退に伴い台頭した兵器であり、軍・警察からテロリストまで広く流通している。警察用語では「着る得物」という着想から「キモノ」と呼称される。
発展途上の兵器であり、操縦方法も初期型のレバー操作から最新のブレイン・マシン・インターフェースまで多岐にわたり、武装は銃やナイフを数mの機甲兵装サイズにスケールアップしたもの、あるいは人間が使う大型銃器をそのまま取り付けたりすることが多い。

『最弱無敗の神装機竜』（明月千里、2013年）
装甲機竜（ドラグライド）
十数年前に世界に七つ発見された遺跡から発掘された伝説の竜を模した古代兵器。装甲機竜と機攻殻剣（ソード・デバイス）と一対になっており、機攻殻剣のグリップのボタンを押して詠唱符（パスコード）を唱えることで対応する機竜が召喚されてそのまま装着される。
遺跡の調査が進んでいないため、技術的に未だに謎が多い兵器であるが、空間転移を可能とする金属素材である幻玉鉄鋼（ミスリルダイト）と核石の動力源である幻創機核（フォース・コア）で構成されており、防御障壁による防御性能などの作中の中世レベルの文明水準を遥かに超えた技術と性能を誇り、基本的に女性の方が機体の制御適性が高いことが判明している。中でも希少種である神装機竜と呼ばれるものは世界でそれぞれ一種しか存在しないものの、並みの汎用機竜を遥かに凌ぐ性能と神装と呼ばれる特殊能力を持つ。

『ヘヴィーオブジェクト』（鎌池和馬、2009年）
パワードスーツ
マスター＝スレイブ方式。軍民双方で多様なモデルが運用されている。軍用は小火器程度では対抗できない。

### 映画
『エイリアン2』（アメリカ、1986年）
パワーローダー
作業用機械であり、コンテナや重量物の運搬などに利用されるフォークリフトの延長線上にあるが、主人公がこれを使ってエイリアン・クイーンと対決した。

マトリックスシリーズ(『マトリックス・リローデッド』『マトリックス・レボリューションズ』『アニマトリックス』)（アメリカ、2003年）
APU（Armored Personnel Unit）
搭乗型で人力では扱えない巨大な銃器を軽々と取り回し、人間側の切り札として押し寄せるロボットの軍隊と戦った。しかし過去のAPU部隊は並み居るロボットにより大損害を被り、人間側が一度敗北を喫している。『レボリューションズ』でも大損害を被り、全滅しかけた。

『アバター』
AMPスーツ（AMP Suit）
気密服を兼ねたSec-Opsの装備。全高4m。手持ち式の30mm機関砲やナイフを装備している。パイロットの両手に装着したコントローラーで操作する。AMPはAmplified Mobility Platform（動作増幅プラットフォーム）の略。

『D』（日本、1999年）
コンバットスーツ
旧ソ連で開発。多彩な兵装を持ち、非合法的に国内に持ち込まれた物が日本国内で唯一巨大生物と対決可能な兵器として登場した。

『ジュブナイル』（日本、2000年）
ガンゲリオン
戦闘用であり、2020年の技術と2000年の機材を使って作られた。レールガン・バリアを装備している。
ボイドスーツ
宇宙人であるボイド人が装備する。主に地球上で行動する際に使用され、地球人に擬態する際に身長の低さをカバーしたり、大ジャンプなどの行動をアシストする。武装は確認されていない。

『リターナー』（日本、2002年）
装甲強化服
作中に登場する宇宙人、ダグラが装備する。戦闘用であり、全長は2mほど。身長が1メートル以下しかないダグラの対地球人戦闘能力を飛躍的に高める。エネルギー砲・バリアを装備している。

『第9地区』（アメリカ、2009年）
エクソスーツ
作中に登場するエイリアンの搭乗型。ミサイルや重力銃、人体を一瞬にして粉砕する光線など様々な兵器を搭載しているが、生体認証のような物により基本的にエイリアンしか使用できない。劇中ではナイジェリア人ギャングがエイリアンとの密売で入手したが、稼働させられずに放置されていた物を主人公が使用する。

『インデペンデンス・デイ』（アメリカ、1996年）
バイオ・メカニカル・スーツ
劇中のエイリアンが着ている有機性タイプ。小説版では他の生物を改造したものとされている。8本の触手が生えており、それを死んだ人間の喉に巻きつけ、声帯を操作して他の人間と会話できる。

### 漫画・テレビ番組・アニメ・特撮など
『サイレン戦士』
バトルムーパー
水棲人類サイレンの海中機動兵器。ゼラン海将が考案した新兵器であり、水流ジェットで海中を自在に動き、手持ち火器で柔軟な装備の変更が可能。秘密部隊として皇位を巡る内戦で使用されたが、後に一般兵器となって対地球人用にも用いられた。
戦闘メカ
侵略を受けた地球側がサイレンのバトルムーパー対抗用に、深海作業用に作られていた耐圧装甲服に武装を施し転用した海中機動兵器。海底戦隊で実戦配備に就く。急造品ゆえバトルムーパーよりも兵器としての完成度は低い。

『改造人間の復讐』
事件に巻き込まれ、下半身不随となった物理学者が、自力で歩くために開発。全体的にチープで、DIY的な装備しか持たない。
『亡念のザムド』
ASPスーツ
北政府の「ヒトガタ」という生物兵器に対抗するため南大陸自由圏軍が使用。対魂式強化外骨格 (Anti Soul Powered Suit) の略称。赤宙石という特殊な鉱石を用いた浮遊機関を搭載していて、空中での機動性は高い。搭乗者は「メインソウル」と呼ばれ、コクピット内の脊髄触手を専用ヘルメットに繋ぎ精神感応で機体をコントロールする。使用武器はチャンバー銃という大型の銃器。長距離型と短距離速射型があり、いずれも後部にジェット推進用の噴射口を装備している。精神感応という操縦法ゆえにパイロットは青年期の男女が務めることが多く、ASP部隊には比較的若年の少年少女が多い。

『ダークナイト・リターンズ』『キングダム・カム』『バットマンvsプレデター』他
バット・パワードスーツ
スーパーヒーロー「バットマン」が自ら開発した外骨格型で、普段は生身の肉体を駆使して戦うバットマンだが、スーパーマンやプレデターのような強力な異星人が相手の場合、強化装甲服を着用する場合がある。政府のエージェントとなったスーパーマンを相手にした時には、電線からひいたゴッサム・シティの全電力を充電してから決闘に挑んだ。

『ウォッチメン』
外骨格強化服
ヒーロー「ナイトオウル2世」が自身のコスチュームの一つとして試作したもの。試着の際にナイトオウル2世の腕を折る事故を起こしたためお蔵入りとなった。本編時点では死蔵されており直接使用するシーンは無いが、拠点「オウルネスト」から脱出する際の装備積込に用いられたと思わしき描写がある。

『redEyes』
SAA
軌道攻撃衛星「オービターアイズ」による高度電子戦の衰退、有視界白兵戦闘の増加に伴い開発が進められた歩兵用特殊強襲装甲（Special Assault Armor）。大容量バッテリーを動力源とする。機体駆動・制御OSへのコマンドは筋運動反応センサーならびに装着者（クラダーと呼称される）の視線入力によって行う。クロムカイル合金製の装甲とその避弾経始を考慮した形状は小火器に圧倒的な防御力を持ち、ブーストなどによる高速機動は装甲の薄い弱点部分への被弾を最小限に抑える。

『Get Ride! アムドライバー』
アムジャケット
最新工学「アムテクノロジー」利用したもので、装着することで装着者の運動性を向上する。また、アムジャケットにはハードポイントが設けられており、強化パーツを装備することが可能。主に浮遊するサーフボード状の「ライドボード」を移動手段とし、これを盾にした防御とライドテクニックを駆使することで攻撃に転用することも可能。また、「バイザー」と呼ばれるサポートメカは高速移動用のライドモードからアムドライバーのパワードスーツとなるブリガンディモードへ変形する。

『銀河漂流バイファム』
ウェアパペット
地球軍の動力付装甲宇宙服で、トゥインクルヘッドとオールオーバーの二種類がある。前者はニュートロンバズーカの操作に、後者は宇宙用小型戦闘機・パペットファイターの操縦用にも使われた。機能的・運用的には宇宙服に近い。
機動宇宙服
ウェアパペットに相当するククト側の装甲宇宙服。劇中では戦闘には使われなかった。

『エイチマン』
エイチマンスーツ
大津波猛が開発した史上最強の出前用スーツ。ラーメンチェーン店「猿人殺法」に新型そばつゆデータを奪われ、惨殺された親友の仇をとるために開発。飛行も可能で、エイチマンホールド、手打ちクラッシュなどの技を使う。

『紅い牙』
名称不明
メレケス博士がタロン基地から脱出するときに使用した自作外骨格。博士が開発した戦闘サイボーグ技術の基礎となっており、人工筋肉で駆動する。本人がモノローグで曰く若いころの劣等感（非力で矮躯）の解消を求めて制作したものの、より劣等感をあおる結果になったが、捨てるに捨てられず未練がましく持ち続けていたらしい。分解すればトランクに収まり、装着時には常人を超える身長と戦闘サイボーグ並みの怪力を発揮するが、繊細な動作は苦手としており、敵対した警備員を捻り殺すほどの力を発揮した。

『トランスフォーマー』シリーズ
『トランスフォーマー ザ・ムービー』『戦え!超ロボット生命体トランスフォーマー2010』『トランスフォーマー ザ・リバース』
エクセルスーツ
地球人及びネビュロン人用の装備で、『ザ・ムービー』『2010』版は、腕部にさまざまな道具を内蔵し、更に装着者にミニボット並みの戦闘力とトランスフォーム能力を与え、『ザ・リバース』版は、パートナーとなるトランスフォーマーの頭部、または武器に変形する能力を与える。原語版では「エクソスーツ」。
『トランスフォーマー 超神マスターフォース』
強化服を装着した姿が「マスターフォース」で、この状態で車輌が変形したロボットの頭部やエンジンユニットとなる。強化服は、顔部分がゴーグルのみであり、ヘルメットのみの着脱も可能である。

『コンバットドール』(『短編集 METAL BOX』収録 作者：うすね正俊)
エクソスケルタル・パワードスーツ／コンバットドール
外骨格強化防護服。もとはイスラエルで開発されたが、その後東ドイツでコピーされた機体が東側陣営で使用された。初期の機体は頭部が透明だったが、改良型では装甲板で覆われている。西側は鹵獲した本機を基に無人殺戮兵器「ピノキオ」を開発し、対コンバットドール向けの切り札として戦線に投入。東側はこれに対抗し、コンバットドール用レーザー砲の装備を行っている。

『クラッシャージョウ』
海賊機動装甲宇宙服／キリーのパワードスーツ（劇場版）
マーフィーパイレーツの幹部キリーが、要塞ゴモラに侵入してきたジョウ達を迎撃する際に使用。武装は両手持ちの大口径衝撃砲。設定では連合宇宙軍の正規品を裏取り引きで入手し改造した物。
機動歩兵（OVA『氷結監獄の罠』）
キリウス軍が使用。強護な装甲を持ち小火器程度では通用しない。

仮面ライダーシリーズ
『仮面ライダー龍騎』以降、下記のものに限らず仮面ライダーはパワードスーツや強化服を外部から装着するものが主流となっている（以下は作中でパワードスーツ・強化服と明言されたもの）。
ライダーマン
特撮『仮面ライダーV3』などに登場。科学者の結城丈二が強化ヘルメットと強化服を装着した姿。成人男性のおよそ6倍程度にパワーアップする能力が備わっている他、丈二の右腕の義手「カセットアーム」の様々なギミックが使用可能になる。
Gシリーズ（G3・G3-X・G3-MILD・G4）
特撮『仮面ライダーアギト』『仮面ライダーディケイド』に登場。アギト本編に登場する他の「ライダー」は人間の進化形態であるが、G3などは警視庁の特殊装備であり、普通の人間が着用する強化服である。G3は「GENERATION 3」（第3世代型強化外骨格および外筋）を意味し、G3-X・G4は、G3の強化型。G3-MILDは、G3の量産型である。
HERO SAGA『MASKED RIDER AGITΩ EDITION –PROJECT G1-』ではG1が登場。てれコロのコミカライズではG2が登場。両者とも、機能はG3以下であるが、敵の能力と合わさり能力を向上させている。
V-1
特撮『仮面ライダーアギト』に登場。Gシリーズではないが、Gシリーズ開発者である小沢のかつての師である高村が開発しており、システムは近い。
イクサシステム
特撮『仮面ライダーキバ』に登場。軍事目的に開発されていたものを元に「素晴らしき青空の会」が作り上げた対ファンガイア用のシステム。22年間に及ぶ長い年月をかけて開発され、完成する。電力で稼動し装着者の力を数十倍に高める。
仮面ライダーバース
特撮『仮面ライダーオーズ』に登場。鴻上ファウンデーションがグリードに対抗するため開発した強化スーツシステム。設計段階から、開発者の真木博士により「仮面ライダー」の名が冠されていた。様々な専用ツールを用いて臨機応変に戦えるが、オーズほどのパワーを出せないため、グリードの下位存在であるヤミーは倒せても、グリード自体に決定打を与えることは難しいという欠点もある。試作型の「プロトバース」も存在するが、装着できるツールの数が制式のバースより少ない。

『機甲創世記モスピーダ』
ライドアーマー
マルスベース兵などの宇宙から来たインビットに占領された地球の奪還を目的とした作戦に参加した兵士の個人装備。バイク形態から変形し、乗員の着装したライドスーツに被さることで強化服となり、その動力源・推進装置の役割を果たす。可変戦闘機である「レギオス」にも折りたたまれて収納されている。
バトルウォーマー
インビットの強化外骨格のようなもので、活動時に常時着用される。生体メカらしく、女王からの評価の高い者は着装状態のまま「進化」し、より強力なタイプに形を変える。ただし、地球環境に適応し人間体となったインビットが搭乗する「ゴース」だけは、概念や操縦方式が異なる普通の人型兵器である。

『岸和田博士の科学的愛情』
強化白衣（正式名称不明）
岸和田博士が普段着用している白衣であり、裏地がパワードスーツとなっている。裏返して着用し、乳首にある起動スイッチで作動する。耐火、耐水、耐衝撃で大気圏外までの飛行も可能の模様。

『光速エスパー』
強化服
日本の映像作品で当概念が扱われたおそらく初の作品。母星を滅ぼされ、地球にたどり着いた善意の宇宙人、エスパー星人の男女は、気球で遊覧飛行中だった東ヒカル少年とその両親を事故に巻き込み、両親を死亡させてしまった。贖罪のため、エスパー星人はそれぞれ東ヒカルの両親に憑依し、代わりを務めるとともに、侵略宇宙人ギロン人の地球侵略計画に対抗するため、ヒカルの叔父、光波エネルギー研究所の朝川博士にテレパシーでインスピレーションを与え、エスパー星の科学技術を移植した強化服を開発させるとともに、ヒカルを強化服装着者に選ばせる。

士郎正宗関連作品
『攻殻機動隊』や関連作品には、下の例の他に、当概念からは外れるが、フチコマやタチコマという人工知能を備え、無人でも活動可能な「思考戦車（シンク）」という小型多脚戦車が登場する。これは人間の肉体の動きをフィードバックして動くものではないが、脳に埋め込んだ通信装置を介して操縦者の意図した動作を行わせる事から下記のランドメイトに性格的に似ている（時代的には、アップルシードは当作品の約100年後の話）。歩行やタイヤによる走行を移動手段にするほか、マニピュレーターを具えて物を掴んで持ち上げたりといった手作業を行う機能がある。
アームスーツ / ランドメイト
士郎正宗の作品（『アップルシード』や『攻殻機動隊』シリーズの原作及びアニメ）や『ガンドレス』に登場する装甲外骨格型。アームスーツはオリュンポスESWATの装備である動力付き鎧で機動性重視の「ガーシム」、重装備の全身鎧型「オーク」、後述するランドメイトに近い陸自の「24式」などがある。ランドメイトの方はやや大型の装置で、着込むと言うよりも乗り込んで手足の動きを増幅させる「乗り物」のような存在で、タイプによってはガーシム着用のまま搭乗できる。また、着装者の腕部はマニピュレータの中ではなく、その下の方に突出して4本腕に見えるものが多い。
強化外骨格
アニメ『攻殻機動隊 STAND ALONE COMPLEX』に登場する、海上自衛軍特殊部隊「海坊主」および厚生省強制介入班の装備。概念的には上記アームスーツやランドメイトに類似する物と思われ、作中では装甲が非常に強固なこと以外に明確な差はみられず、ランドメイト同様腕が4本付いているように見える。

『快傑ズバット』
ズバットスーツ
着込むと超人的な力を発揮できる全身プロテクター。もともと宇宙開発用であったが、開発者が死亡したため専門家ではないその友人が完成させ、自ら着用している。着用後5分以上経過すると爆発するという欠陥があり、時間内に機能を停止しなければならない。外骨格型ではなくウェットスーツのようなソフトスーツ＋全頭ヘルメット型。

『メタルスキンパニック MADOX-01』
スレイブトルーパー
陸自と米陸軍、大河崎重工の共同開発中の対戦車用装甲外骨格型強化服（タンクバスター）「MADOX」と、その試験型の「ST-00ハンマーヘッド」が登場。各種内蔵・外装火器を有するほか、ホバリングによる高速移動も可能。動力はターボシャフトエンジンで、発電機と高圧リキッド・パルス・ジェネレーターを介して各間接のハイブリッド・モーターによるフィードバック駆動を行う。また、フィードバック以外の動作は両腕内に設けられたコントローラーで制御する。

『新・旭日の艦隊』
ガルガンチュア
ドイツ軍が開発していた試作装甲強化歩兵。技術的限界により、元々目指したヒトのサイズに収まる制御システムが開発できず、結果的に全長9.5メートルという「巨大ロボット」になってしまった。

『超人ロック』
装甲スーツ
軍用で、デザインは甲冑に近い。常人の目では追えない程の敏捷性と、人間を一打で絶命させる力を兼ね備えており、多くはESPジャマー等の武器も内蔵している。一方でエネルギーが切れると、自重で立っていることすらできなくなる。

『ケロロ軍曹』
地球人「夏美」専用専守防衛型強化服
読み方は「ペコポンじんなつみせんようイージスがたパワードスーツ」。テクノロジーの使い方を何処か間違っているケロン人の技術を、凶悪な方向で満載した最終兵器。アンダーは何故かスクール水着。日向夏美を参照。

『DETONATORオーガン』
ソリッドアーマー / エクテアーマー
ソリッドアーマーは、宇宙からの侵略者・イバリューダーが使用する。とはいえ、内部の人体はほとんど退化した状態であり、実質的にアーマーが身体そのものと化している。幹部クラスのものは絶大な戦闘力を備え、単体で都市1つを破壊することすら可能。エクテアーマーは地球防衛軍E.D.Fが使用するもので、装着したままヘリコプターや戦闘機、戦車などの形態になれる。こちらの戦闘力はソリッドアーマーに遠く及ばない。物語冒頭でイバリューダーの1人であるオーガンが地球側に裏切り、地球に向かって脱走するが逃走の末討死したものの、死亡寸前に自身のデータを地球に発信し、その情報を受信した防衛組織E.D.Fがそのテクノロジーを応用し「地球製オーガン」が作成され、物語中盤でリーブから提供されたイバリューダー製ソリッドアーマーの全データも加わったことにより「地球製ソリッドアーマー」が開発された。

『宇宙の騎士テッカマン』『宇宙の騎士テッカマンブレード』
テッカマン / ソルテッカマン
気密装甲服で、広義の宇宙服としての機能を備える。旧シリーズのテッカマンや『〜ブレード』のソルテッカマンは地球人による開発であるが、『〜ブレード』のテッカマンは敵であるラダムに取り込まれた人間が変身・装着するものである。

『バブルガムクライシス』
ハードスーツ
主人公ナイトセイバーズの使用する強化服。OVA シリーズではバイオフィードバックを用いた内側のインナーとメカニカルな機構を有する外側のハードスーツに分かれているとされる。TVシリーズのバブルガムクライシス TOKYO 2040では生体金属であるブーマの技術が使用されているため、マッド化して制御不能になる危険性を秘めているとされる。

『特装機兵ドルバック』
パワードアーマー
オーソドックスな外骨格型で地球軍の標準装備であるが、敵の飛行メカであるカングライドとの戦闘では劣勢であった。本編では主役たちが可変戦闘メカに搭乗しているが、商業的にはむしろパワードアーマーの方に人気があり、放映終了後もプラモデルによるシリーズ展開が続いた。

『赤い光弾ジリオン』
トライチャージャー
三輪バギーから戦闘強化服「アーモレーター」形態へ変形する。

『サイレントメビウス』
パワードスーツ
機動警察が使用する。パワーアシストのほか、電撃針等の武器も装備。対妖魔用に銀製のバージョンも登場した。

『中空知防衛軍』、『ワッハマン』
装甲倍力服 / 強化装甲服
『中空知防衛軍』では地球防衛軍の、『ワッハマン』では防衛庁技術研究本部第四研究所特別分室の装備品として登場。略称である「PS」とも呼称される。装着者の体型に合わせて関節の位置を調整する事が可能。ガトリング砲やグレネードランチャーなどを装備する「74式装甲倍力服 / 74式強化装甲服一型」や、ホバーユニットなどの拡張装備との共同運用を前提とした「85式装甲倍力服」が登場した。

『上海上陸作戦』、『RED SUN RISING』
パワードスーツ
自衛隊の兵器であり、『上海上陸作戦』では試作兵器でレールガンやレーザー砲などの超兵器を装備しているがコンピューターの熱暴走によって生命維持が停止するという欠陥品だった。『RED SUN RISING』では衛星軌道からの降下兵として多数運用されており、推進システムで減速やジャンプが可能である。武装はガトリングガンや誘導ロケットなど手堅くまとめられている。

『スカイガールズ』
飛行外骨格 ソニックダイバー
対ワーム戦用に統合人類軍により開発された航空兵器の一種。小型軽量ゆえに従来の戦闘機を凌駕する速力、上昇力、機動性能を持つ。高速巡航に向く滑空形態のGモード、搭乗者の動作をトレースし、強化外骨格として機能するAモード、無人での自律機動を行うASモードに変形する。キャノピーは無く、搭乗者は全身が剥き出しの状態となっている。高空、超音速下での機動という過酷な環境での生命維持、機体との同期等の機能を持つナノスキンを搭乗前に塗布、最適化する必要がある。ナノスキンは最適化後21分32秒を経過すると崩壊、機能停止し、飛行中に超過すると搭乗者に被害を及ぼすこととなる。

『ビビッドレッド・オペレーション』
パレットスーツ
「ビビッドシステム」の根幹をなす、対アローン用。「オペレーションキー」というアイテムを用いて装着（変身）する。動力は示現エンジンから供給される。見た目はカラーガード状の軽装だが、装着者に高い身体能力や耐久力を付与するだけではなく、単独での飛行も可能。また、2つのスーツを装着者ごと合体させる「ドッキングオペレーション」を行うこともでき、この状態では「ファイナルオペレーション」という必殺技を放つ事が可能になる。

『武器よさらば』
プロテクタースーツ
歩兵用全身防護服。片腕はマニピュレータではなく固定式のレーザー銃になっている。特に推進装置などは持たず、漫画版ではパワーもその重量を相殺する程度であるようであるが、後のアニメ版ではジャンプ力の強化が確認できる。兵の移動は車輌などにより行われ、スーツは戦闘区域に入る前に装着される。敵の無人歩行戦車「ゴング」が相手では、一個分隊程度では殲滅されてしまう。

ケルベロス・サーガ
プロテクトギア
日本がドイツとの戦争に敗れ占領された世界において、いわゆる警察軍（準軍事組織）として組織された首都圏治安警察機構の警備部機動隊（特機隊）及び、後に自衛隊も装備する強化装甲服。デザインは各作品によって異なるが、いずれも歩兵に対して高い防御力（状況によるがロケット弾をも防護可能）と、単独で分隊支援火器（劇中ではMG34やMG42）を運用できることによる高火力を付与する。
動力源についてデザイナーは（本気かどうか不明であるが）原子力、監督は（その発言に腹をたてつつ）筋肉と言っており、設定は不明確で実際はこの概念の範疇には含まれない可能性もある。但し『人狼 JIN-ROH』では訓練中の特機隊員が「身体は軽いが視界は重い」という台詞を口にしている。

マーヴル（マーベル）コミックスの作品
アイアンマン
アメリカのマーヴル（マーベル）コミックスのスーパーヒーロー。『アイアンマン』『キャプテン・アメリカ』『アベンジャーズ』他、色々なシリーズに登場する。飛行能力やビームの発射能力を持ち、もともと兵器として開発されたが、製作者であるトニー・スターク社長自らが負傷が原因で着用することとなり（人工心臓の機能を備えている）、スーパーヒーローとなった。1963年に最初の作品が描かれ、コミックスに登場する主役の着用するものとしては最古のものといえる。
実写映画版『アイアンマン』シリーズにおいては設定が異なり、アイアンマンスーツははじめからトニー専用として開発されている。
ガーディアン（ウェポン・アルファ） / ヴィンディケーター
アメリカのマーヴル（マーベル）コミックスのスーパーヒーロー。『アルファフライト』『X-MEN』等に登場する、カナダのスーパーヒーローチーム「アルファフライト」のリーダー。1978年にウェポン・アルファの名前で初登場。地球の磁場を利用してパワーに変換し、高速飛行能力やビームの発射能力を持つが、（開発時は普通の外骨格型だったが）全身タイツのような薄い素材であり、一見パワードスーツに見えず超能力アメコミヒーロー風である。ヴィンディケーターはガーディアンの妻が同タイプのスーツを着装した姿。

マクロスシリーズ
マクロスシリーズ（アニメ『超時空要塞マクロス』など）に登場するが、後述のEX-ギア以外は巨人族であるゼントラーディおよびメルトランディ兵が着込むため、全高16m以上と一見巨大ロボットと見分けがつかず、重力下でも宇宙でも飛行可能な推進力を持つ。
パワードスーツ（男性兵士用ヌージャデルシリーズ）
男性兵士用のヌージャデル・ガーの場合、装着者の腕は胸部の銃に添えられているため、その動きはフィードバックされていない。
高機動バトルスーツ（女性兵士用クァドランシリーズ）
女性兵士用のクァドラン・レア（や同系機）の場合、腰掛けるように搭乗するため、下半身の動きは直接フィードバックされていないと思われる。
EX-ギア
アニメ『マクロスF』に登場。VF-25以降のVFシリーズのコクピットユニットとしての機能をもっている。脱出装置としての機能も兼ねており、単独での飛行も可能。

『MOONLIGHT MILE』
ムーンウォーカー
人型二足歩行作業機械。月面開発計画であるネクサス計画に日本のロボット技術を投入することを目的に、NASDA（宇宙開発事業団）が実験機として開発。同型の作業機械で、陸上自衛隊施設科が採用した、ランドウォーカーという作業機械があるが、こちらは地上のみで使用される。

メタルヒーローシリーズ
動作原理は子供向け番組の常として余り詳しく語られないが、一種の質量変換であるなど個人装備としてはかなり大胆な超兵器であることも多い。様々な関連作品が出ており、一瞬で電送され装着される「コンバットスーツ（『宇宙刑事ギャバン』）」など性能の設定や名称もまちまちである。そのほとんどは外骨格型ではなく、非着用状態では自立できない（ソフトスーツ＋外装アーマー）。
コンバットスーツ
宇宙刑事シリーズ（『宇宙刑事ギャバン』・『宇宙刑事シャリバン』・『宇宙刑事シャイダー』）で登場する捜査用の特殊スーツ。
メタルテックスーツ
『巨獣特捜ジャスピオン』で登場する戦闘用の特殊スーツ。
ハイテククリスタルスーツ
『時空戦士スピルバン』で登場する戦闘用の特殊スーツ。
ジライヤスーツ
『世界忍者戦ジライヤ』で登場する戦闘用の特殊スーツ。
クラステクター
『特警ウインスペクター』で登場するレスキュー活動用の特殊スーツ。
ソリッドスーツ
『特救指令ソルブレイン』で登場するレスキュー活動用の特殊スーツ。『特警ウインスペクター』とはレスキューポリスシリーズ（『ウインスペクター』・『ソルブレイン』・『エクシードラフト』）として同じ世界観の中にあるため、前述のクラステクターも用語として登場し、クラステクターの強化型という設定となっている。
トライジャケット・バトルジャケット・強化トライジャケット
『特捜エクシードラフト』で登場する捜査用の特殊スーツ。『ウインスペクター』や『ソルブレイン』と同じレスキューポリスシリーズの中に含まれるが、ソリッドスーツやクラステクターとの関係は語られていない。
プロテクトギア
『ブルースワット』で登場する戦闘用の特殊スーツ。
トミカヒーローシリーズ
レスキュースーツ
『トミカヒーロー レスキューフォース』で登場するレスキュー活動用の特殊スーツ。
ファイアースーツ
『トミカヒーローレスキューファイアー』で登場するレスキュー活動用の特殊スーツ。
『アクティヴレイド -機動強襲室第八係-』
ウィルウェア
復興作業用に開発された民生用。作中ではこれらを用いたテロや犯罪に対応するため、警察庁警備局吉祥寺分室に設置された特殊部隊・第五特別公安課第三機動強襲室第八係（通称・ダイハチ）が使用しているウィルウェアをはじめ、統合自衛隊が使用するウィルウェアも登場している。第2期では大阪府警に新設された第五特別公安課第三機動強襲室第九係（通称・ダイク）が使用しているウィルウェアも登場している。
『超時空騎団サザンクロス』
アーミング・ダブレット
惑星グロリエに駐屯するサザンクロス軍の兵士が使用している動力付き軽甲冑。部隊ごとに色や装備が異なる。

『TIGER&BUNNY』シリーズのパワードスーツ類
作中でヒーロー達が着用するスーツのうち、パワードスーツ型の物。能力の向上は基本的にヒーロー自身の持つNEXT能力に依存しており、スーツはそれを補助するものでしかない。虎徹達が使用しているスーツは情報処理や防御力の向上の機能があり、ワイヤーガンなどの装備がある。また軍用の兵器も登場するがこれは操縦型であり厳密にはパワードスーツではない。
『ミライさん』
パワースーツ
今野ミライが荷物運びのアルバイトをする際に着用。スケルトニクス開発の実在のパワースーツをもとにしている。

### コンピュータゲーム
『VANQUISH』
ARS
「Augmented Reaction Suit」の略。カーボンナノチューブを繊維のように縫った素材を採用しており、鉄より高い強度を持ちながらも空気より僅かに重い程度である。そのため、着用者の動作を妨げない。最新MBT（主力戦車）に匹敵する攻撃力・機動力・情報処理能力・戦術性を一歩兵にて実現させる事をコンセプトとしている。背部に動力源とみられるパーツが見受けられるが、ゲーム冒頭の会話から、コロニーの送電システムと同じ技術が使われている模様。スライディングの体勢を取ることでスラスターを用いた高速移動が可能となる。

『ポリスノーツ』
EMPS（Extravehicular Mobility Police Suit）
スペースコロニー用の宇宙遊泳ユニットから発展し、月面作業用や、高機動と重装甲を兼ね備えた警察用・軍事用も存在する。重力下での倍力機能などよりも、無重力や低重力下での運動性能を重視したもので宇宙服の発展技術。また、『メタルギアソリッド4』の一部ステージに登場するものはEMPSのデザインが流用されている。

『CRYSIS』
NANOスーツ
米軍が開発した次世代防御装甲という位置づけで、主人公の所属する"ラプター・チーム"を含む米軍の特殊部隊が装備している。『スピード』(移動)、『ストレングス』(筋力)、『アーマー』(防御機能)、『クローク』(光学迷彩)の機能を備えており、時間経過で無限に再生するパワーゲージを消費することで能力を発揮する。アーマーモード以外で被弾した場合のヘルスを自動回復する程度の生命維持機能も備え、生身では耐えられない高温・低温の環境にも耐えられる。また情報共有、ズーム機能、光増暗視機能や映像（弾薬や敵影）解析など内蔵された機能は多岐に渡る。動力は不明。続編の『Crysis 2』ではナノスーツ2.0が登場。

『コール オブ デューティー アドバンスド ウォーウェア』
EXOスーツ（エグゾスーツ）
アトラス社、米軍の兵士が装備している外骨格型、スペシャリストと、アサルトがあり、アサルトはブースト、暴徒鎮圧用のソニックを搭載している。スペシャリストはマグクリップと時間遅速機能のオーバードライブが搭載されている。双方とも使用者の力を倍増し、蹴りで鉄の扉を蹴り破ることができる。
『コマンド&コンカー3』
アサルトスーツ（ゾーントルーパースーツ）
タイベリウム汚染地（ゾーン）での特殊作戦用に作られたスーツ。
ジャンプジェットなどが搭載されている、ちなみにZOCOM（ゾーン作戦郡）は女性タイプのゾーンレイダースーツを使用する。

『高機動幻想ガンパレード・マーチ』『ガンパレード・オーケストラ』
ウォードレス
歩兵・戦車兵の標準装備。白兵戦闘専門の戦車随伴歩兵には出力・装備などが強化された製品が支給される。人工筋肉による倍力効果を持ち、一般装備は刀・小火器だが、戦車随伴歩兵だとレーザーライフルや40ミリ高射機関砲を装備する場合もあり、副腕を2本備えた砲撃型の特殊なタイプも存在する。

『スティールガンナー』
ガーゴイル
飛行能力や壁や床をも突き破れる強度の装甲を持ち、きわめて高度な分析力を備え、連射性のある火器で、武装凶悪犯をなぎ払う。警察機構（特殊部隊）の装備と言う設定だが、強力な火器のせいでビルが倒壊することもしばしば。続編「スティールガンナー2」では改良された『ガーゴイルMk II』が登場する。

『メタルギアソリッド2』
外装式強化服 / スニーキングスーツ（マッスルスーツ）
ソリダス・スネークが着用していた。両肩の部分に『スネークアーム』という触手状のマニピュレータが二つ装着されており、高機動戦闘時にはパージする。また、同作の天狗兵が着用するのも同様に身体強化機能がある。『メタルギアソリッド4』では、オールドスネークの着る新型スニーキングスーツが老化した身体機能を補うマッスルスーツを兼ねている。敵側のヘイヴン・トルーパーも天狗兵の発展と思われる強化服を着用し、『カエル』の異名に相応しい跳躍力でスネークを苦しめた。

『タイムクライシス4』
強化装甲服
米軍開発。防御力に特化しており、グレネードの直撃でも1発なら耐えられる程。大型軽機関銃、バックパック式弾倉固定装備。ただし重量過多で、着用した兵士の動きが鈍重と、あくまでも防弾服の延長技術で、本来のパワードスーツとは性格が異なる。ただ重量化した装甲を支えるための動力機構は持っているだろうと推測できるため、便宜的に本項で挙げる。

『マブラヴ オルタネイティヴ』
衛士強化装備 / 強化外骨格
戦術機に搭乗する衛士のための標準装備、所謂パイロットスーツ。倍力機構などは装備されていないようだが耐Gスーツ機能、耐衝撃性能に優れ、防刃性から耐熱耐寒、抗化学物質だけでなく、バイタルモニターから体温・湿度調節機能、カウンターショック等といった生命維持機能をも備えている。装着経験を重ねるとフィードバックデータの蓄積により能力が向上する。これを装備しないで戦術機での戦闘機動を行うと加速度病に罹患する可能性が高い。戦術機から緊急脱出する際は、操縦席ユニットの一部が強化外骨格（パワードスーツ）となりこれを装着し、何らかの事態でハッチが開かなくとも内部から装甲を壊して脱出できるようになっており、小型の敵と交戦状態となっても、防戦しながら後退できるよう設計されている。

『ヒーロー戦記 プロジェクト オリュンポス』
ゲシュペンスト
パーソナル転送システムによってどこからでも呼び出せる。

『アーマード・コアシリーズ』
コルセア、M.P.T.A2、GAP90-NOSHIELD（他多数）
ミサイルやパルスレーザー等を装備し滞空能力を保持し、3機1組で行動することが多く、斥候や工作の役目を果たしていたと思われる。
『アーマード・コア4』では主に屋外でMTやノーマルACを必要としない作業に就かせるが、反体制勢力では他の兵器と同様に戦闘に参加していることもあり、ゲーム中でも撃破することが可能。またコジマ粒子による汚染を防ぐ防護服としても用いられることがある。

『真・女神転生 STRANGE JOURNEY』
デモニカスーツ
高度なコンピュータ搭載の次世代戦闘装備として開発されていた戦闘服。機密型で人間が考えられるあらゆる過酷な環境に耐えられるように作られている。デモニカは「DEMOuntable Next Integrated Capability Armor：機能拡張型特殊強化服」の略称。南極に発生したシュバルツ・バースの調査隊に支給され、主に船外活動する時に着用されている。AIによって装着者の能力を補助しているが、戦闘データを収集する事によりそれを強化できる。この強化はレベルアップと言う形で一気に行われる。つまりこのゲームでは強くなるのはデモニカの方であり、装着者ではない。また、アプリケーションによって機能を拡張できる。

『地球防衛軍4』、『地球防衛軍5』
フェンサー
パワーフレームとアーマーを装備した地球防衛軍（EDF）の二刀装甲兵。一般兵士では携行不能な大きさの大型シールドやパイルバンカー、ガトリングガン、大型ハンマーやハンドキャノンなどの巨大武装を2基携行する。また、ブースターやスラスターを装備して機動性をアップさせる事も可能。
EDFが使用している人型兵器「BM03 ベガルタ」は人が乗り込んで操縦するものであり、厳密にはパワードスーツの範疇に入るものではないが、公式には範疇とされている。
地球防衛軍5ではオプション強化パーツにより、装備によっては他兵科の地上ビーグル並みの高速移動を持続的に行えるようになった。

『EARTH DEFENSE FORCE: IRON RAIN』
これまでの防衛軍シリーズとは異なり、全兵科が敵由来の「エナジーコア」を動力源とするPAギアとその派生品を装備している。その結果、一般歩兵であるトルーパーでも航空機からのパラシュート無しダイブやブーストによる一時的パワーアップ、スーツからのエネルギー供給による武器の使用が可能になっている。

『METAL WOLF CHAOS』
特殊機動重装甲
耐久性と機動性を兼ね備えており、劇中では防護措置無しでの大気圏離脱・突入など、無茶な運用も行われている。身長5メートル程度。また、背部のウェポンコンテナにはどう考えても物理的に入らない量の武装を格納することが可能。アメリカ合衆国大統領が乗り込んで、副大統領率いるクーデター軍と戦う。また、副大統領やクーデター軍の兵士も使用している。

『Fallout シリーズ』（『FALLOUT』『Fallout 3』『Fallout: New Vegas』『Fallout 4』など）
パワーアーマー
戦前の米陸軍が開発した重装歩兵用の全身を覆う装甲服である。背部に装備された核燃料電池マイクロフュージョンパックによって動力を補助し、ポリ・ラミネート化合物で造られた外殻は、軽量ながら25,000ジュール以上の運動衝撃を吸収する能力をもつ。10ミクロンの銀色アブレーティブ被覆により、表面下の化合物にダメージを与えることなく、レーザーや放射線放出を反射できる。このアーマーは通常100年間は維持できるのに十分な燃料を運べる。
ゲーム中において最強の兵器として扱われ、戦後世界のパワーバランスを揺るがす存在として描かれている。しかし同時に失われた技術であるために製造、維持、運用できる組織は限られている。

『Warframe』
WARFRAME（ウォーフレーム）
Tennoと呼ばれる種族が装着する。忍者をモチーフとしており、壁走りやスライディングなどの多彩な動作が可能。男性型で近接戦に優れる「EXCALIBUR(エクスカリバー)」や女性型で磁力を操る「MAG(マグ)」などの様々な種類が存在しており、それぞれに「パワー」と呼ばれる特殊能力が4つ備わっている。

『メトロイドシリーズ』
パワードスーツ
主人公のサムス・アランが着用。右手に腕と一体化した火器・アームキャノンが装備され、さまざまなビームやミサイルを用いて攻撃する。モーフィング機能によりボールの形状に変形することも可能。機械式のスーツであるとともに、装着者の遺伝子情報から作られたバイオ素材でできており、使用時に装着者と融合することで初めて機能するようになっている。装備を追加したり、バイオ素材に変異が起きたりするなどの理由で、ストーリーの進行や作品によって形状や配色が変化する。
同作の統治機関である銀河連邦の兵士は、全身を覆うタイプの純粋な機械式のものを身に着けている。

『HALO』シリーズ
ミョルニル・アーマー
主人公マスターチーフをはじめとする、サイボーグ兵士「スパルタン」が着用する。当初は植民地内の反乱分子を制圧するために開発された装備であったが、異星文明コヴナントとの全面戦争に際し目的が変更された。操作は神経回路インタフェースによるもので、思考すると同時にスーツが追随するが、常人ではスーツの挙動に耐えられず脊髄を損傷してしまう。身長約2メートル、着装時の重量約0.5トンの戦闘服であり、戦車をひっくり返す程のパワーアシスト、周囲の動体を感知するモーショントラッカー、一定の攻撃であれば完全に防御するエネルギーシールドなど様々な装備をもつ。

『サイバーナイト』
モジュール
様々な武装を取り付けるための兵器プラットフォームとして用いられる。動力源としてモノポール反応炉を搭載している。後に制作者の山本弘が小説化した。

『重力装甲メタルストーム』
重機動歩兵
地球連邦宇宙艦隊・空間機甲師団が運用する。作中に登場する「ストームガンナー M-308CUSTOM」は重力反転装置を備えており、重力が働く面を操作できる。

『ロックマンXシリーズ』
ライドアーマー
主人公のエックス他が搭乗するギミックとして登場。様々な種類があり、どれも高い攻撃力を持つ。本来の用途は土木作業用の重機だったが、VAVAが戦闘に用いたのを期に戦闘用に開発されたものも登場する。搭乗時、操縦者はむき出しの状態に見えるが見えないバリアが操縦席を覆っていて、操縦者が受けるダメージは破壊されるまでライドアーマーが肩代わりする。

『サクラ大戦シリーズ』
霊子甲冑
読みは「りょうしかっちゅう」。妖力を持つ魔の者を撃破すべく開発された、特殊鋼製の甲冑。扱うにはある程度の霊力が必要であり、一般人では全く動かせない。搭乗者の個性に合わせ、カスタマイズが施されている。

『メタルマックスシリーズ』
強力労働神話、強力労働神話II、キャサリン・ボーン
搭乗者が死して白骨となってもなお動き続けている。搭乗者がアンデッドとなって動かしているのか、それ自体が暴走して動いているのかは不明。

『ROBOTICS;NOTES』
HUG（Helpful Unlimited Gear）
エグゾスケルトン社が製造している。身体障害者用だが、スポーツや軍事にも転用されている。高性能ながら低価格のため、作中世界で広く流通している。同社の成り立ちにかかわる理由から、その内面はブラックボックスで社の公認資格を持つものしかメンテナンスが出来ないが、それも虚しく外部要因による暴走事故が起きてしまう。

『アカツキ電光戦記』
電光服
電光被服または戦術電光服とも呼ばれる。独特なデザインの手袋と靴を除けば普通の軍服と見分けが付きにくい。電気を動力にし、身体機能向上の他に電撃や電熱による攻撃も行える。作中では、この服の電源に使用されている装置をめぐる物語が展開される。

『アリス・ギア・アイギス』
アリスギア
宇宙より飛来する機械生命体「ヴァイス」に対抗するため開発された戦闘用スーツ。「高次元エネルギー」を引き出す素質を持った10代から30代の女性「アクトレス」のみ装着が可能であり、胴体と腕に装着する「トップスギア」と足に履く「ボトムスギア」、射撃兵装「ショットギア」と近接戦闘用兵装「クロスギア」の4つから構成される。私服の上から装着することも可能で、装着中は宇宙空間でも顔を出したまま問題なく活動できる。アリスギアは様々な企業により開発されており、誰でも装着可能な汎用品から、各アクトレス専用のオーダーメイド品まで多種多様なものが揃っている。

## ナノマシンや特殊素材などに動作原理を求めるもの

### 漫画・テレビ番組・アニメ・特撮など（ナノマシンや特殊素材など）
『ウイングマン』
ディメンション・スーツ
ウイングマンのサポートチームであるウイングガールズのコスチューム。異次元世界ポドリムス人の持つディメンションパワーで構成された特殊スーツ。装着すれば『念動飛行(レビテーション)/念動障壁(バリヤー)/念動光線(ビーム)』等のディメンションパワーを“三次元人(作中世界の地球人)”も自由自在に扱える。(三次元人の体質をポドリムス人の体質に変化させてディメンションパワーを使えるようにしているだけなので)装着時間制限無しで様々な特殊能力を発揮できる。

『破裏拳ポリマー』
ポリマースーツ
探偵事務所助手の鎧武士が持つヘルメット「ポリメット」が変化して装着される、特殊物質「ポリマー」でできた強化スーツ。飛行形態や水中航行形態など5つの姿への変身も可能とする。装着時間は46分1秒という制限があり、その他に極低温や高圧電流に弱いという欠点がある。

『スプリガン』
アーマード・マッスル・スーツ
精神感応金属オリハルコンの繊維で造られた人工筋肉を内蔵し、通常の30倍以上の力が出せるスーツ。スイッチである襟元を閉めると人工筋肉がパンプアップし、パワー増幅を開始する。防弾・耐熱の機能も併せ持つ。物語後半には、機械の補助によりパワーを増したモデルも登場する。

『GANTZ』
ガンツスーツ
ナノマシンで構成されたウェットスーツのような衣服。擬似的な筋肉を作り出すことで力を増幅する。スーツのポイントを破壊されると効力がなくなる。また、主人公の玄野達以外の巨人星人も、このようなものを着用しており、玄野を狙う軍神イヴァ・グーンドなどは中でも特殊な巨人スーツを着用していた。

『仮面ライダー555』
ライダーズギア
人類の進化形であるオルフェノクのためにスマートブレイン社により開発された強化服で、「ギア」と呼ばれるベルトと携帯電話型のキーを使用することによって装着される。普通の人間には装着できず、できてもその後に死亡する（劇場版では、ある発明品により一度だけ使用可能にされている）。
TV本編では、ファイズ・カイザ・デルタの3体が登場。劇場版ではデルタは登場せずサイガとオーガが登場（HERO SAGA『MASKED RIDER 555 EDITION -ロスト・ワールド-』ではデルタのベルトが回収され、スマートブレイン社により新たにサイガとオーガのベルトが開発されたと設定されている）。また、劇場版では量産型であるライオトルーパーも登場する（『MASKED RIDER 555 EDITION -ロスト・ワールド-』では、ライオトルーパーver.2も登場する）。

『仮面ライダーカブト』
マスクドライダーシステム
地球外生命体のワームに対抗させるためにZECTが開発した特殊装備。『仮面ライダーカブト』の「ライダー」はすべてこれにあたる。

『モルダイバー』
メタモルスーツ
使用者は特殊な空間に保護され、原子ではない粒子からプログラム次第で任意の物理的性質を持つ擬似分子の表面を形成する。自身の肉体と同じように行動できる他、衝撃や高熱など物理的な攻撃を無力化し、天文学的なパワーや飛行能力、外観を自由にデザインしたり物理常識を覆すような機能（表面の摩擦を無くしたり質量を自在に変化させるなど）も備える。劇中ではそのような状態の人間はモルダイバーと呼ばれるが、専門知識の範疇である。
システム的な欠陥で666秒しか機能しなかったり、呼び出されるプログラムが使用者の意思に反することがあるなど、問題も抱えている。
元は研究機関が外宇宙探査用宇宙船に搭乗する飛行士を強烈なGから保護するために研究されていたが、実現に必要な触媒が見つからずに断念され、主人公の兄が研究を引き継ぎ秘密裏に完成させる。

『砲神エグザクソン』
ガンナースーツ
ナノマシンで構成されたスーツで、使用者の動きをタイムラグ無しでアシストし、装甲の役割も果たす。巨大ロボット・エグザクソンに搭乗した際の衝撃からパイロットを守る役割も兼ねている。変形が自在で、強力な銃火器やブレードなども構成でき、平時は手袋状に収まっている。ナノマシンを狂わす特殊なコンピュータウイルスに弱く、一部でも打ち込まれると着用者を攻撃する存在と化してしまう。
リオファルドのスーツ
地球を制圧した異星人・リオファルドが用いる軍用ナノマシンスーツ。機能はガンナースーツと同等だが、性能とウイルス技術は先を行っており、物語終盤で死闘を繰り広げた。高コストのために一般部隊は使用しておらず、少数の特務兵が使用した。

『Mission-E』
リフレイ・ドレス
OZに所属している千波美と麻織の戦闘服（カラーは青色）。OZの開発チームが独自に開発した架空の繊維素材・人工筋肉素材を使用し、TYPE-E能力に反応して伸縮自在（麻織はこの素材を利用して折り鶴を作っていたこともある）。「リフレイ・ドレス」の名は「虹色の衣装」に由来するが、これは磁場を受けて人工筋肉素材が虹色に輝くという特性を持つことから命名された。千波美用にはTYPE-E能力を増幅させて攻撃するシステムを搭載し、麻織用のものには沖縄古武術用武器の一つ・トンファーを腰に装備（さらに飛行システムも搭載）。後に助っ人要員としてOZに加入した由真にもこの戦闘服が作られ（カラーは緑色）、由真用には（高校時代、弓道部員だったことから）人工筋肉素材で作られた弓矢を使用する。ちなみにその後、OZの開発チームでは麻織向けに新型のリフレイ・ドレスを開発した。

『ストライクウィッチーズ』
ストライカーユニット
世界を脅かす存在・ネウロイに対抗するために人類が開発した、魔力を動力源とする「魔導エンジン」により駆動される機械装置のことを指す。機械の働きにより適切な魔力操作が可能。ウィッチ（魔女）と呼ばれる魔力を持った少女達が装着するために設計・開発されている。また、本編では主に「飛行脚」と呼ばれる史実上の戦闘用航空機をモチーフとした航空用ストライカーユニットが登場するが、その他に陸戦用なども存在している。

## 生物など

### 漫画・テレビ番組・アニメ・特撮など（生物など）
『強殖装甲ガイバー』
強殖装甲
元はかつて地球に降り立った異星人が使用していた装備。地球外の生物「強殖細胞」と、それを制御する円盤状装置「コントロールメタル」で構成される。着用者（殖装者と呼ぶ）を包み込み、有機的に結合する形で身体機能を強化するが、額のコントロールメタルが破損すると殖装者自身を侵食するなど、生物らしい欠点が存在する。殖装時には、胸部粒子砲や両肘の高周波ソードなど、身体に様々な武器が構成される。コントロールメタルには殖装者の情報が全て記録されており、負傷した場合には欠損した部分を強殖細胞で再生する。脳はおろか、細胞の一片でもあれば全身の復元が可能。

『妖獣武装ブライオー』
妖獣ブライオー
スーツ自体が一体の魔物で、着用者は魔物が生まれたときにインプリンティングを行うことでコントロールする。着用していると皮膚呼吸ができないため（読切版では魔物が出す障気のため）、長時間は使えない。
『超龍戦記ザウロスナイト』
超龍甲冑（ザウロスアーマー）
謎の生命体・超龍が、己の姿を鎧の形に変えた時の状態。パートナーに選んだ人物と一体化してその者の潜在能力を引き出し、彼らの生存率を上げることで危機の回避と共生を可能にしている。また、単純に鎧として装着者の身を守る役割も持つ。

『覚悟のススメ』『エクゾスカル 零』
強化外骨格
『覚悟のススメ』では、旧日本軍が生体実験により生み出したとされる。特殊金属・展性チタンの鎧で、生体部品である内蔵筋肉により駆動するが、当初の設計意図とは異なり、霊魂が宿らないと動かない。しかも、生体実験の犠牲となった外国人捕虜3千人の霊が宿る「零」や赤ん坊とその母の霊が宿る「霞」は、侵略行為に加担する兵による着装を許さず、自らが認めた者以外は殺してしまう。
『エクゾスカル 零』では時代背景や設定が異なり、強化外骨格同様のスーツは「零式特殊武装」と総称される。特に世界の破滅を防ぐ使命を帯びた「正義を行う者」の各々に与えられた「零」「震電」「雷電」「霧」「雪」「霹」、及び「霞」、その着装者7名はエクゾスカル戦士と呼ばれ、それ以外にも「雹」「霆」「霄」「澪」「震」他、様々な零式特殊武装が登場する。「零」の外見は前作とほぼ同じだが、兵装のいくつかが異なる。材質は展性チタン合金から展性神武合金に設定変更されている。

### コンピュータゲーム（生物など）
『RASETSU 〜羅刹〜』シリーズ
生体装甲
特殊ES細胞から培養した人工の外皮・筋肉・器官・脳を着用者の神経系に接続して扱う、いわば人体の外部増設であるが、戦闘の様式に則して白兵型・飛行型など様々なタイプが存在する。銃火器やセンサーといった機械類も取り込むサイボーグ的な側面も併せ持つ（マンアンドマシン化）。本来は使用者のイメージでいかなる形状にも変化するが、生体装甲へ嫌悪感や恐怖心を抱くと、本当に怪物化してしまう。そのため、兵士は「ブレインバグ」と呼ばれるコンピュータをインプラント処理されており、これがネガティブな思考が生体装甲へ伝わるのを防ぎ、形状を安定させている。

## その他
『冒険ルビ』
強化ヘルメット
怪物ゾンダの脅威を警告する宇宙人が、ヘルメットと強化服を小学生ルビオとクリコに渡し、宇宙戦士ルビとリコとして様々な宇宙での冒険を行わせる。被ると動物の耳付きフードのように可愛らしい姿になるが、真空での活動や飛行能力、弾丸にも負けない強靭な体等の能力を操れる。ヘルメット自体は装着者の意志に応じて、自在に変形し、耳が翼のようになったり、ヘルメットだけを無限に巨大化させることも可能。

『マシーネンクリーガー（SF3Dオリジナル）』
A.F.S.（Armored Fighting Suit）/S.A.F.S.（Super Armored Fighting Suit）/P.K.A.（Panzer Kampf Anzug）
深刻な環境汚染から立ち直り、人類が帰還した後の地球での戦いで用いられている。

『悪徒-ACT-』
ACTスーツ
「更生省」が更生人間専用に作り出したもの。平時はスカジャンの形態で、ジッパーを上げると全身を包むスーツに変化するが、動作原理は明示されていない。着用者への負荷が高く、常人が使うと3分16秒で圧死する。

『ウォーハンマー40,000』
パワーアーマー
スペースマリーン達の着用する強化装甲服であり人類の有する装甲服の中でも最も高品質かつ堅牢。旧式なものほど神聖さが増し至宝としてあつかわれる(一万年間引き継がれ使用され続けるものもある)。
ターミネイターアーマー
同じくスペースマリーンの着用する強化装甲服。別名小型恐無装甲服。数百年も戦団に奉仕し続け、晴れて第一中隊に配属された者のみ着用を許される。着用者は動きが鈍くなるため姿勢制御デバイスや移動補助システム付きの強化外骨格を備える。防御力はパワーアーマーを凌ぐ。左肩には硬い石の紋章【滅殺十字章】が刻まれている、核に皇帝陛下が着装したパワーアーマーの破片が微量ながら含まれておりこれを失うことは大いなる背信行為とされる。
『テラ:ザ・ガンスリンガー』
ロケットレンジャーバトルスーツ
南軍が投入した精鋭特殊部隊「ロケットレンジャース」の正式装備。上述の『ケルベロス・サーガ』の影響を強く受けた造形をしており、パワーアシスト機能こそあるものの全身を覆うオリハルコン製装甲の重量は致命的で、さらに列車砲による砲撃降下の衝撃に耐えるため、着用者に壮絶な訓練と素質を要求するものであった。降下地点の不備により民間人を虐殺した事でロケットレンジャースは解体されたが、数百年後に勃発した天羅大陸との第二次南北戦争でテラ大陸が窮地に陥った事で復活。着用者にサイボーグ手術を施すことで要求性能を満たした、量産型の「アドバンスド・ロケットレンジャーバトルスーツ」が投入された。
『トラブル急行』
パワースーツ
スキンタイト型のスーツ。二億年前何らかの事情で滅びた超古代文明ネヴィアの遺産の一つで、地球人用にもなる。ミサイルに体当たりしても平気な程度の強度と、「一万馬力くらい出る」能力を持つ。動力は有機宇宙船チャイカからFTLで送られる。尚連邦と呼ばれる本作の文明圏(パペッティア人と人間が構成)では、同名の物(機械装置)が開発されているものの、「戦車並みに重くて、中の人が運動性と衝撃に耐えられない」段階である。

『装甲悪鬼村正』
劔冑（ツルギ）
魂を宿す甲冑（刀剣等武装も含める）。戦車の正面装甲すら凌駕する装甲と、使い手によってはそれを破ることのできる刀剣等の武装を持つ。装着した者は運動能力や治癒能力の増幅、飛行能力といった超能を獲得する。真打劔冑は鋳造した鍛冶師の魂を宿すため意思を持ち、その能力も数打劔冑（CPU等で制御する量産型）とは比較にならない性能をもつ。また真打には陰義という劔冑毎に異なる超常能力（一種の魔法）を持つ。エネルギーには装着者のカロリーを用いる。登場する各劔冑は実在または神話等物語に登場する武具や人物がモチーフとなっており、その伝説・逸話が能力や装備に色濃く反映されている（村正＝呪われた妖甲、ウィリアム・テル＝必中の矢、等）。

## 未整理
- パルメット・バグ（山田正紀『装甲戦士』シリーズ）
- パワースーツ（ドラマ『キャプテンパワー』）
- ダイアテクター（タカラ 玩具『ダイアクロン』）
- パワードスーツ（タカラ 玩具『ダイアクロン』）
- 強化スーツ1〜3（タカラ 玩具『ミクロマン』）
- アーマードスーツ ダブルキャノン（タカラ 玩具『ミクロマン』）
- アーマードスーツ ギャラクスナイパー（タカラ 玩具『ミクロマン』）
- アーマードスーツ バルソニック（タカラ 玩具『ミクロマン』）
- バイオスーツBS-1・2（タカラ 玩具『ミクロマン』）
- ゾーンスーツ（『スパイラルゾーン』）
- ジャックアーマー（『機甲警察メタルジャック』）
- バルテクター（『超音戦士ボーグマン』）
- インセクトアーマー（『重甲ビーファイター』）
- ネオインセクトアーマー（『ビーファイターカブト』）
- ビットスーツ（『電脳警察サイバーコップ』）
- ギルドジャケット（『ディノブレイカー』）
- ターボスーツ『スペクター』）
- ハードマン、アーマーシュライク（『BLUE GENDER』）
- 戦闘服（平井和正・桑田次郎 『エリート』）
- 防弾制服（『緋弾のアリア』）
- スットコドッコイ（ドッコイダー）、ネルロイドX（ネルロイドガール）（『住めば都のコスモス荘』）
- パワードスーツ グテイ（『機動戦士ガンダムSEED ASTRAY』）
- パワードスーツ（『ジーンダイバー』）
- ジャガーノート（『コール オブ デューティ　モダン・ウォーフェア2』）
- GENEZ、エレキシュガル、エンリル（『GENEZ』）
- 変化テクター（『桃太郎伝説 PEACHBOY LEGEND』）
- Gメタル（『PEACH COMMAND 新桃太郎伝説』）
- Gスーツ（『ガッチャマン クラウズ』）
- シンフォギア（『戦姫絶唱シンフォギア』）
- クロススーツ（『兄弟拳バイクロッサー』）
- ランドメイド（『ガンドレス』）